# Abu 'Afak
Abu 'Afak (en árabe: أبو عفك‎: عفك, muerto c. 624) fue un poeta judío que vivió en el Hiyaz (hoy Arabia Saudí). Abu 'Afak no se convirtió al Islam y expresaba públicamente su oposición a Mahoma, convirtiéndose en un significativo enemigo político del profeta.
Era un hombre respetado y muy anciano (probablemente octogenario, lo que era mucho en la época). Abu 'Afak Arwan escribió un poema político en contra de Mahoma y sus seguidores que se ha preservado en la Sira. Mahoma entonces presuntamente pidió la muerte de Abu 'Afak, y Salim ibn Umayr le asesinó. La historia es narrada por Ibn Ishaq en "Sirat Rasul Alá" (La Vida del Profeta de Dios), la biografía más antigua de Mahoma, escrita cien años después de la muerte del profeta islámico.

### Historia de Ibn Ishaq
La siguiente es la traducción de Alfred Guillaume de la biografía del Profeta escrita por Ibn Ishaq, en el capítulo "Expedición para matar a Abu Afak de Salim bint Umayr".
Abu Afak fue uno de los bint Amr del clan Ubayd. Mostró su desafección cuando el profeta [Mahoma] asesinó a al-Harith bint Suwayd bint Samit. Y dijo:
Mucho tiempo he vivido pero nunca había visto
una asamblea o colección de personas
más fiel a su empresa
y sus aliados cuando se les pide
que los hijos de Qayla cuando se reunieron,
hombres que derrocaron montañas y nunca se sometieron;
un jinete que vino a ellos los partió en dos (diciendo)
"Permitido", "Prohibido", sobre todo tipo de cosas.
Si hubieras creído en la gloria o la realeza
habrías seguido a Tubba.
El profeta [Mahoma] dijo, "¿Quién se encargará de este bribón por mí?" Con lo que Salim b. Umayr, hermano de B. Amr b. Auf, uno de los "lloradores", salió y le mató. Umama b. Muzayriya dijo sobre esto:
Has desmentido la religión de Dios y el hombre Ahmad [el profeta]!
Por el que fue tu padre, el mal es el hijo que produjo!
Un hanif te dio un empujón en la noche.
Toma, Abu Afak, a pesar de tu edad!
Aunque supe si era hombre o yinn
quién te mató en la oscuridad de la noche (no diría nada).

### Narración de Waqidi
Esta es la traducción de Rizwi Faizer de la historia militar de Waqidi, capítulo “La expedición para matar a Abu ‘Afak”. Sa'id b. Muhammad nos relató de ‘Umara b. Ghaziyya, y Abu Mus'ab relacionado con nosotros por Isma'il b. Mus'ab b. Isma'il b. Zayd b. Thabit de sus mayores, que dijo: “Había un jeque de los Banu ‘Amr ibn ‘Awf llamado ‘Abu Afak. Era un hombre anciano que había cumplido ciento veinte años cuando el Profeta llegó a Medina. Provocó la enemistad del Profeta y no entró al islam. Cuando el Mensajero de Dios salió de Badr y regresó, y Dios le concedió la victoria, Abu ‘Afak lo envidió y se opuso a él, diciendo:
Mucho tiempo he vivido pero nunca había visto

una asamblea o colección de personas,

más fiel a su empresa y sus aliados cuando se les pide.

Un jinete que vino a ellos los partió en dos,

dividiendo entre permitido y prohibido.

Si hubieras creído en la gloria o la realeza,

habrías seguido a Tubba’.’

Salim b. ‘Umayr dijo– y era uno de los "lloradores" de Banu Najjar– ‘Juro que mataré a Abu Afak o moriré en el intento. Esperaré un momento desatento.' Entonces, una noche de verano, cuando Abu Afak dormía en el patio de los Banu ‘Amr b. ‘Awf, Salim b. ‘Umayr se acercó, y empujó la espada sobre su hígado hasta que atravesó la cama. El enemigo de Dios gritó. Aquellos entre los que oyeron sus palabras regresaron a él. Entraron en el sitio y le enterraron. Dijeron, ‘Quién le mató? Por Dios, si descubrimos quién le mató, seguramente le mataremos por él.' Al-Nahdiyya, una mujer musulmana, dijo estos versos sobre aquello.

‘Mentiste sobre la religión de Dios y el hombre Ahmad.

El que produjo tu vida, produjo un miserable.

Un Hanif, al final de la noche, te dio un empujón,

Abu ‘Afak, a pesar de tu edad.

De hecho, si supiera quien te mató en plena noche,

hombre o yinn, no lo diría.’”

Ma'Un b. ‘Umar me contó lo siguiente: “Ibn Ruqaysh me informó que Abu ‘Afak fue asesinado en Shawwal, el vigésimo mes AH.”Sin embargo, Al Waqidi es considerado por muchos estudiosos islámicos del Hadiz una fuente de información poco confiable.

### Narraciones de Ibn Sa'd'
Otra descripción de esta historia proviene de Las Clases Importantes por ibn Sa'd al-Baghdadi:
"Entonces ocurrió la "sariyyah" [incursión] de Salim Ibn Umayr al-Amri contra Abu Afak, el judío, en [el mes de] Shawwal a principios del vigésimo mes de la héjira, del Profeta de Alá. Abu Afak, de los Banu Amr Ibn Awf, era un hombre anciano que había alcanzado la edad de ciento veinte años. Era judío, e instigaba a las personas contra el Profeta de Alá, y compuso versos (satíricos) [sobre Mahoma].
Salim Ibn Umayr que era uno de los grandes lloradores y que había participado en Badr, dijo, "Juro que mataré a Abu Afak o moriré ante él. Esperó una oportunidad hasta que llegó una noche calurosa, y Abu Afak durmió en un sitio abierto. Salim Ibn Umayr lo supo, así que colocó la espada sobre su hígado y la empujó hasta atravesar la cama. El enemigo de Alá gritó y las personas que eran sus seguidores, se apresuraron hasta él, lo llevaron a la casa y lo enterraron."
Ibn Sa'd da una segunda versión, la cual cita sus fuentes.
Muhammad ibn ‘Umar [Waqidi] informó de Sa'id ibn Muhammad az-Zuraqi de ‘Umara ibn Ghaziya que Abu Mus'ab Isma'il ibn Mus'ab ibn Isma'il ibn Zayd ibn Thabit relató de sus jeques que Abu ‘Afak era un hombre anciano de los Banu ‘Amr ibn Awf. Llegó a la edad de ciento veinte años y escuchó sobre el Profeta pero no entró al Islam. Salim ibn ‘Umayr juró matarle y le buscó hasta que le mató. Esto era a la orden del Profeta. Muhammad ibn ‘Umar [Waqidi] informó de Ma'n ibn ‘Umar de Ibn Ruqaysh del Banu Asad ibn Khuzayma que Abu ‘Afak fue asesinado en Shawwal a principios del vigésimo mes de la héjira [finales de marzo/principios de abril de 624].
Muchos critican esta cadena ya que contiene a al-Waqidi, que ha sido considerado como "débil" por muchos estudiosos de los hadices.

## Otras lecturas
Esat  Ayyıldız, "Medineli Yahudi Şair Ebû ‘Afek ve Tahrîd (Kışkırtma) Şiiri". Trakya Üniversitesi Edebiyat Fakültesi Dergisi 11 / 21 (2021), 141-152. https://doi.org/10.33207/trkede.649614